# Horsthöhe
Die Horsthöhe ist ein 272,3 m ü. NHN hoher Berg im Wiehengebirge nördlich von Hüllhorst-Ahlsen-Reineberg in Nordrhein-Westfalen.

## Bezeichnung
In aktuellen amtlichen Karten wird der Gipfel als „Horsthöhe“ bezeichnet. Besonders bekannt ist diese Bezeichnung für den Berg jedoch nicht. Meist wird der Name in der Schreibweise „Horsts Höhe“ lediglich als Bezeichnung für die Passstraße Horst Höhe verwendet. In älteren Karten wie der Preußischen Neu– und Uraufnahme – also aus der Zeit vor Bau der heutigen Passstraße – trägt der Berg keinen Namen. Es ist daher anzunehmen, dass der Name für den Berg erst nach Bau der nach Adolf von der Horst benannten Passstraße in Karten auf den vorher namenlosen Berg übertragen wurde.

## Lage
Die Horsthöhe liegt im nordrhein-westfälischen Kreis Minden-Lübbecke. Der Gipfel liegt auf dem Gebiet der Gemeinde Hüllhorst. Teile der Nordabdachung liegen auf dem Gebiet der Stadt Lübbecke.
Die Horsthöhe ist Teil des langgestreckten, eggenartigen und fast durchgängig bewaldeten Hauptkamms des Wiehengebirges. Dominanz und Schartenhöhe der Horsthöhe sind gering; der Gipfel ist unauffällig und ist nur durch wenig markante Dören von seinem westlichen Nachbarn getrennt. Westlich setzt sich der Hauptkamm des Wiehengebirges zum Kniebrink kaum merklich unterbrochen fort. Nach Osten trennt die Döhre mit der Bundesstraße 239 über den Pass Horst Höhe den Berg jedoch deutlich von weiter östlich gelegenen Gipfeln. Dass die Horsthöhe überhaupt eine Eigenbezeichnung trägt, ist wohl seiner von Süden aus betrachtet markanten pultschollenartigen, nach Südosten ragenden, Gestalt mit steiler Ostabdachung und als westliche Begrenzung der markanten Passstraße zu erklären. Östlich – jenseits der Passstraße – liegt auf dem Hauptkamm der Heidbrink. Nördlich fällt das Gebirge in die Mensinger Schlucht ab. Jenseits davon beginnt die Norddeutsche Tiefebene. Im Süden fällt der Berg steil in das Ravensberger Hügelland ab.
Nördlich entspringt die Ronceva, die den Nordteil der Horsthöhe über die Große Aue zur Weser entwässert. Am Südhang entspringen der Reineberger Bach und Niedringhauser Bach, die von hier in das Nachtigallental strömen. Die beiden Bäche entwässern die Südabdachung der Horsthöhe via Rehmerloh-Mennighüffer Mühlenbach und Werre zur Weser hin.

## Tourismus
Über den Berg verlaufen der Wittekindsweg und der E11. Südlich des Gipfels verläuft der Mühlensteig. Der Übergang über die Passstraße Horst Höhe erfolgt über die Fußgängerbrücke „Wittekindsbrücke“.